# Municipio de Tapachula
El municipio de Tapachula es uno de los 124 municipios en que se encuentra dividido el estado mexicano de Chiapas. Su cabecera es la ciudad de Tapachula de Córdova y Ordóñez.

## Historia
Tapachula fue fundada como pueblo tributario de los aztecas en 1486 por el capitán Tiltototl, enviado a esas tierras por el nuevo rey mexicano Ahuizotl. El 23 de mayo de 1794, se convierte en cabecera del Soconusco, en sustitución de Escuintla; el 29 de octubre de 1813, las cortes de Cádiz expiden el decreto que la eleva a la categoría de villa; el 23 de octubre de 1821, Bartolomé de Aparicio, alcalde del ayuntamiento Tapachulteco, proclama la independencia de la villa de Tapachula, tanto de la corona española como de la Capitanía General de Guatemala y promueve su incorporación al imperio mexicano; el 11 de septiembre de 1842, el general Antonio López de Santa Anna, presidente provisional de la República Mexicana, promulga el decreto que la eleva al rango de ciudad. El 10 de enero de 1924, el general Tiburcio Fernández Ruiz, Gobernador Constitucional del Estado, promulga el decreto que declara a la ciudad de Tapachula como capital provisional de Chiapas.

## Demografía
De acuerdo con el censo de 2020, el municipio tenía 353 706 habitantes, de los que 182 096 eran mujeres y 171 610, hombres.

### Localidades
En el censo de 2020 el municipio de Tapachula contaba con 526 localidades.
| Código INEGI      | Localidad                      | Población (2020) |
| ----------------- | ------------------------------ | ---------------- |
| 070890001         | Tapachula de Córdova y Ordóñez | 217 550          |
| 070890148         | Puerto Chiapas                 | 9 602            |
| 070890046         | Álvaro Obregón                 | 6 868            |
| 070890991         | Vida Mejor I                   | 6 758            |
| 070890150         | Raymundo Enríquez              | 4 576            |
| 070891025         | Los Cafetales                  | 3 240            |
| 070890057         | Carrillo Puerto                | 2 974            |
| 070890749         | Veinte de Noviembre            | 2 633            |
| 070890513         | El Encanto                     | 1 958            |
| 070890126         | José María Morelos             | 1 890            |
| 070890218         | Viva México                    | 1 801            |
| 070890115         | Manga de Clavo                 | 1 709            |
| 070890151         | Congregación Reforma           | 1 428            |
| 070890111         | Llano de la Lima               | 1 408            |
| 070891026         | Los Palacios                   | 1 286            |
| 070891062         | Los Coquitos                   | 1 225            |
| 070891028         | Octavio Paz                    | 1 101            |
| 070890137         | Pavencul                       | 1 087            |
| 070890040         | Acaxman                        | 1 057            |
| 070890746         | El Triunfo                     | 1 027            |
| 070890407         | Cinco de Mayo                  | 1 023            |
| Otras localidades | Otras localidades              | 81 505           |
| Total municipal   | Total municipal                | 353 706          |

## Geografía
Ocupa parte de la Sierra Madre y parte de la Llanura Costera del Pacífico, presentando un relieve muy variado. 
Limita al norte con el municipio de Motozintla, al noroeste con la República de Guatemala, al este con los municipios de Cacahoatán, Tuxtla Chico, Frontera Hidalgo y Suchiate, al oeste con Tuzantán y Huehuetán y Mazatán y al sur con el océano Pacífico.

## Gobierno

### Presidentes municipales
| Presidente municipal                                                 | Período               | Partido político                              | Notas                                                                   |
| Arturo Gutiérrez Palacios                                            | 1915                  |                                               |                                                                         |
| Pedro F. Álvarez                                                     | 1916–1917             |                                               |                                                                         |
| Isaac Córdova                                                        | 1918                  |                                               |                                                                         |
| Rafael García                                                        | 1919–1920             |                                               |                                                                         |
| Bernardo Parlange                                                    | 1921                  |                                               |                                                                         |
| José Domingo Pérez                                                   | 1922                  |                                               |                                                                         |
| Rafael Ortega                                                        | 1923                  |                                               |                                                                         |
| Pascual Córdova                                                      | 1924                  |                                               |                                                                         |
| Isabel Nolasco                                                       | 1925                  |                                               |                                                                         |
| Humberto Elorza                                                      | 1926–1927             |                                               |                                                                         |
| Enrique Rodas                                                        | 1927–1928             |                                               |                                                                         |
| Enrique Elorza                                                       | 1929                  |                                               |                                                                         |
| Glustein Cruz                                                        | 1930                  | PNR                                           |                                                                         |
| Bibiano Cruz                                                         | 1931–1932             | PNR                                           |                                                                         |
| Sóstenes Ruiz Córdova                                                | 1933–1934             | PNR                                           |                                                                         |
| Juan Maldonado                                                       | 1935–1936             | PNR                                           |                                                                         |
| Virgilio López Villers                                               | 1937–1938             | PNR                                           |                                                                         |
| Efraín Lazos                                                         | 1939–1940             | PRM                                           |                                                                         |
| Agustín Fuentevilla                                                  | 1941–1942             | PRM                                           |                                                                         |
| Belisario Villa Constantino                                          | 1943–1944             | PRM                                           |                                                                         |
| Romeo Gout                                                           | 1945–1946             | PRM                                           |                                                                         |
| Luis Guízar Oceguera, Carlos Elorza, Pascual Lozano Montes           | 1947–1948             | PRI                                           |                                                                         |
| Alfredo de Larbre S.                                                 | 1949–1950             | PRI                                           |                                                                         |
| Gamaliel Becerra Ochoa                                               | 1951–1952             | PRI                                           |                                                                         |
| Rolando Gutiérrez Domínguez                                          | 1953–1955             | PRI                                           |                                                                         |
| Herman Tovar Corzo                                                   | 1956–1958             | PRI                                           |                                                                         |
| Rafael Vilches Morga                                                 | 1959–1961             | PRI                                           |                                                                         |
| Ezzio del Pino Trujillo                                              | 1962–1964             | PRI                                           |                                                                         |
| Jesús Calcáneo Beltrán                                               | 1965–1967             | PRI                                           |                                                                         |
| Francisco Ramos Bejarano                                             | 1968–1970             | PRI                                           |                                                                         |
| Alfonso Díaz Bullard                                                 | 1971–1973             | PRI                                           |                                                                         |
| Fernando Acosta Ruiz                                                 | 1974–1976             | PRI                                           |                                                                         |
| Antonio Melgar Aranda, Roberto Moscoso Domínguez                     | 1977–1979             | PRI                                           |                                                                         |
| Jorge Águeda S., Antonio Cueto, Alfredo Cerdio Sánchez               | 1980–1982             | PRI                                           |                                                                         |
| Joaquín del Pino Trujillo                                            | 1983–1985             | PRI                                           |                                                                         |
| Didier Cruz Fuentevilla                                              | 1986–1988             | PRI                                           |                                                                         |
| Jaime Altamirano Ríos, José Antonio Aguilar, José Ruperto de la Cruz | 1989–1991             | PRI                                           |                                                                         |
| Norberto Antonio de Gives Córdova                                    | 1992–1995             | PRI                                           |                                                                         |
| Luis Aguilar Cueto, Adolfo Zamora Cruz                               | 1996–1998             | PRI                                           |                                                                         |
| Antonio de Jesús Díaz Athié                                          | 1999–2001             | PRI                                           |                                                                         |
| Manuel de Jesús Pano Becerra                                         | 01-01-2002–31-12-2004 | PRI                                           |                                                                         |
| Ángel Barrios Zea                                                    | 01-01-2005–31-12-2007 | PAN PRD PT                                    |                                                                         |
| Ezequiel Saúl Orduña Morgan                                          | 01-01-2008–31-12-2010 | PRI                                           |                                                                         |
| Emanuel Nivon González                                               | 01-01-2011–2012       | PRD PAN Convergencia Panal Unidad por Chiapas |                                                                         |
| Samuel Alexis Chacón Morález                                         | 2012–2015             | PRI                                           |                                                                         |
| Neftalí del Toro Guzmán                                              | 2015–2018             | PRI PVEM Panal                                |                                                                         |
| Óscar Gurría Penagos                                                 | 01-10-2018-20-02-2020 | PT Morena PES                                 | Coalición "Juntos Haremos Historia". Falleció en el cargo               |
| Rosa Irene Urbina Castañeda                                          | 01-03-2020–10-03-2021 | PT Morena PES                                 | Coalición "Juntos Haremos Historia". Sustituta. Pidió licencia al cargo |
| José Alberto de Sancristóbal Morales                                 | 11-03-2021–10-06-2021 | PT Morena PES                                 | Coalición "Juntos Haremos Historia". Interino                           |
| Rosa Irene Urbina Castañeda                                          | 11-06-2021–30-09-2021 | PT Morena PES                                 | Coalición "Juntos Haremos Historia". Reasumió, para concluir el período |
| Rosa Irene Urbina Castañeda                                          | 01-10-2021–30-09-2024 | Morena                                        |                                                                         |
| Aarón Yamil Melgar Bravo                                             | 01-10-2024–           | Morena                                        |                                                                         |